# William Sowden Sims
William Sowden Sims (Port Hope, 15 ottobre 1858 – Boston, 25 settembre 1936) è stato un ammiraglio statunitense che, all'inizio del XX, superate le resistenze dei gradi più alti, riuscì nell'intento di modernizzare l'addestramento e le attrezzature dei cannonieri della Marina degli Stati Uniti.
Durante la prima guerra mondiale fu il comandante di tutte le forze navali statunitensi operanti in Europa. Ricoprì per due volte la carica di presidente del Naval War College (NWC).